# William Temple-Gore-Langton (4e comte Temple de Stowe)
William Stephen Temple-Gore-Langton, 4e comte Temple de Stowe (11 mai 1847-28 mars 1902), connu sous le nom de William Gore-Langton jusqu'en 1892, est un homme politique conservateur britannique.

## Biographie
Gore-Langton est le fils de William Gore-Langton et d'Anna Eliza Mary, fille de Richard Temple-Grenville, 2e duc de Buckingham et Chandos. Du côté de son père, il est un descendant de John Gore, lord-maire de Londres en 1624, et un parent des baronnets Gore, des comtes d'Arran et des barons Harlech. Il est élu à la Chambre des communes comme l'un des deux représentants du Somerset Mid en 1878, siège qu'il occupe jusqu'en 1885. En 1892, il succède à son oncle Richard Temple-Nugent-Brydges-Chandos-Grenville (3e duc de Buckingham et Chandos), comme quatrième comte de Stowe, selon un reste spécial dans les lettres patentes. Il prend la même année le nom et les armes supplémentaires de Temple.
Il est major dans le North Somerset Yeomanry, lieutenant adjoint et juge de paix du comté de Somerset, et échevin.

## Famille
William Stephen Temple de Stowe épouse, en 1870, Helen Mabel Graham-Montgomery, fille de Sir Graham Graham-Montgomery, 3e baronnet (sa sœur cadette épouse plus tard son oncle et devient la dernière duchesse de Buckingham et Chandos). Ils ont trois fils et cinq filles:
- Algernon William Stephen Temple-Gore-Langton, 5e comte Temple de Stowe (1871-1940) ;
- Chandos Temple-Gore-Langton (1873-1921), capitaine au 1st Dragoon Guards ;
- Gertrude Alice Temple-Gore-Langton (1874-1919) ; épouse en 1904 le major William Maurice Copland du Quesne Caillard ;
- Mabel Evelyn Temple-Gore-Langton (1876-1966) ;
- Alice Mary Temple-Gore-Langton (1876-1961) ;
- Frances Aline Temple-Gore-Langton (1877-1952) ;
- Clare Violet Temple-Gore-Langton (1880-1966) ; épouse en 1903 Thomas Francis Egerton ;
- Evelyn Arthur Temple-Gore-Langton (1884-1972), capitaine de corvette dans la Royal Navy.

À la fin de 1901, le comte part avec son épouse pour Le Caire afin de passer l'hiver en Égypte en raison de sa mauvaise santé. Il y meurt le 28 mars 1902, âgé de 54 ans, et est remplacé dans le comté par son fils aîné Algernon, Lord Langton. Son corps est embaumé et ramené au Royaume-Uni, où il est enterré à Newton St Loe le 19 avril 1902 .
Helen Mabel Temple de Stowe est décédée en 1919.